# Hanna Bryč
Hanna Ruslanaŭna Bryč (in bielorusso Ганна Русланаўна Брыч?; Minsk, 8 marzo 1997) è una cestista bielorussa.

## Carriera
Con la Bielorussia ha disputato due edizioni dei Campionati europei (2019, 2021).

## Palmarès
- Liga Unike: 1

Partizani Tirana: 2022-2023